# دورق حجمي

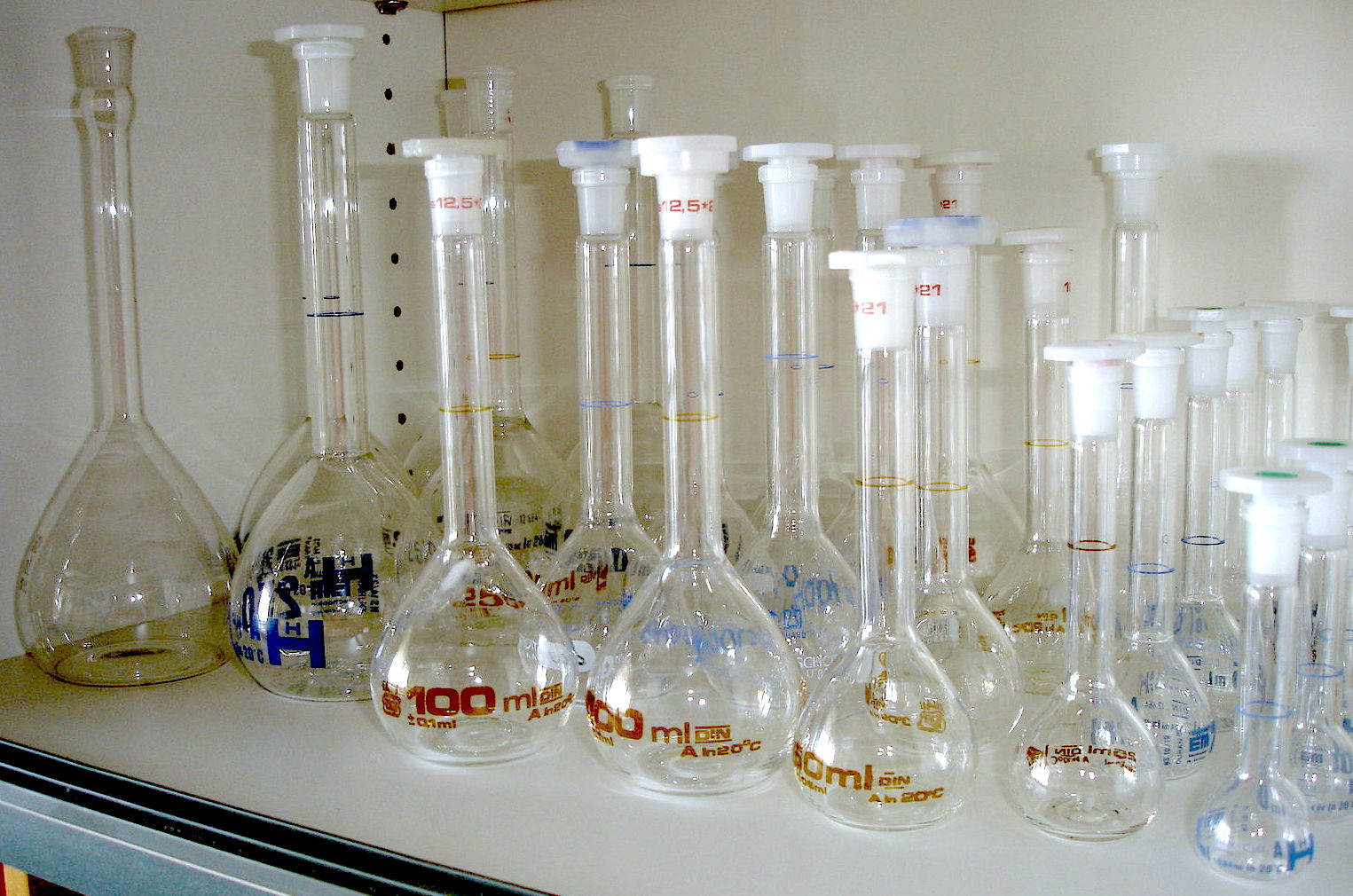
مجموعة دوارق حجمية.

الدورق الحجمي دورق زجاجي شبه كروي مسطح من أسفله ذو عنق طويل يستخدم في المعامل الكيميائية والكيمياء التحليلية لتجهيز المحاليل.
يصنع الدورق عادة من الزجاج أو البلاستيك، ويكون العنق مزودا بمصد مصنوع من البروبلين بدلا عن الزجاج. كما ان عنق الدورق يحتوي على تدريج وملصق معنون فيه الحجم الاسمي، تسامح الخطأ ودرجة حرارة المعايرة.

## اقرأ أيضا
- قمع بوشنر
- دورق كروي
- دورق حجمي